# Vinař roku

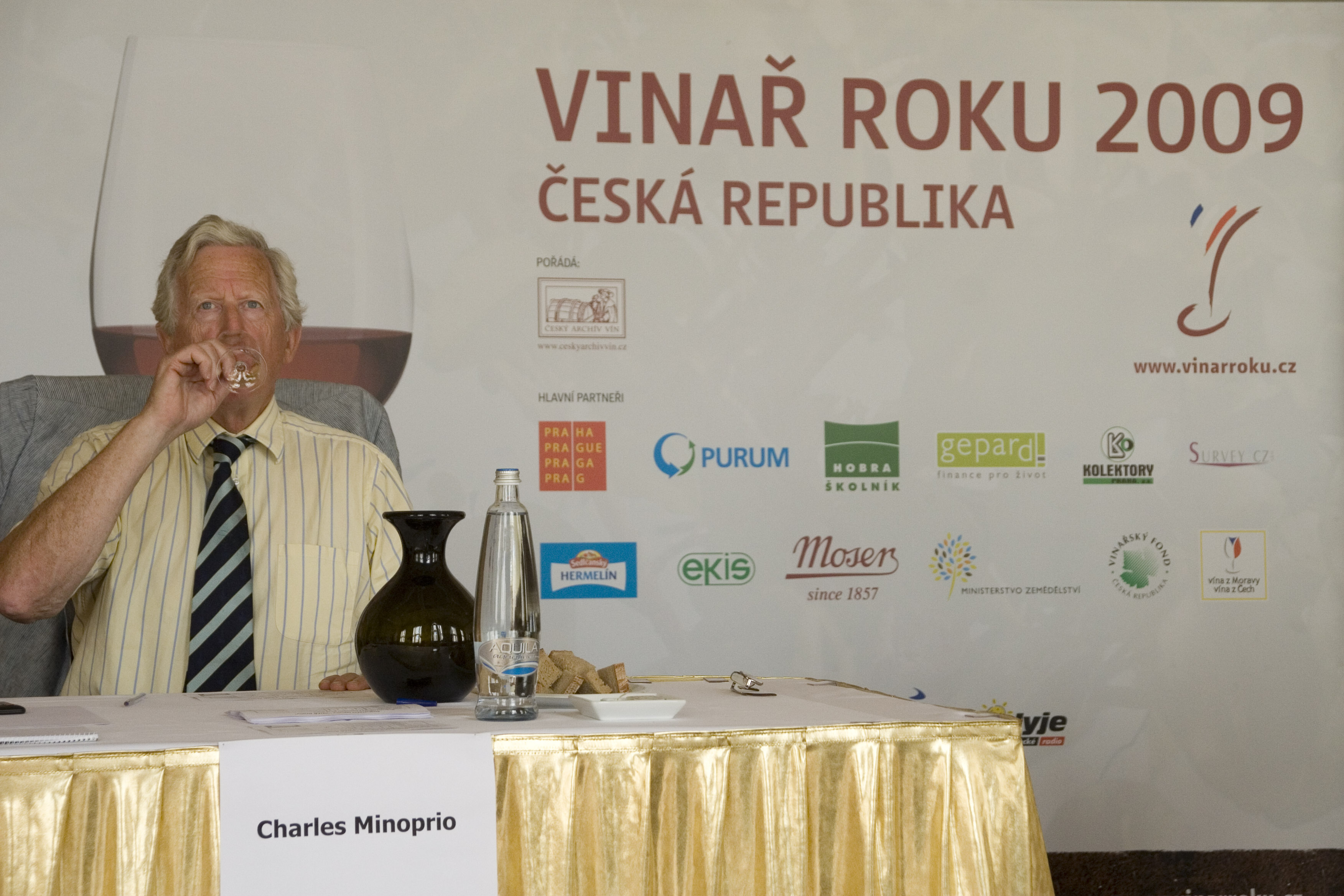
Degustátor Charles Minoprio ochutnává soutěžní vzorek na 7. ročníku soutěže Vinař roku.

Vinař roku je degustační soutěž otevřená všem výrobcům vín z České republiky. Pořádá se již od roku 2003.

## Podmínky soutěže
Soutěž Vinař roku má za úkol propagovat a prezentovat české a moravské vinařské podniky, které se účastnily soutěže. Soutěž seznamuje jak odbornou, tak i širokou veřejnost s výsledky soutěže o nejlepší kolekci vín, tak i s výsledky v jednotlivých soutěžních kategoriích a to, jak v ČR, tak i v zahraničí. Při hodnocení vín se spolupracuje se špičkovými zahraničními sommeliery a degustátory. Soutěž si za cíl klade seznámit veřejnost se špičkovými českými víny a šířit dobré jméno českého a moravského vinařství. Soutěž je otevřena pro všechna vína vyrobená z hroznů révy vinné v České republice s výjimkou stolních vín. Všechna vína musí splňovat podmínky tohoto statutu. Všechna vína přihlášená do soutěže musí odpovídat Zákonu o vinohradnictví a vinařství. K účasti v soutěži Vinař roku jsou veřejně vyzváni všichni tuzemští výrobci vín, zároveň všechny informace o soutěži (včetně výsledků) jsou zveřejňovány na www.vinarroku.cz a dále pak pomocí všech mediálních partnerů. Výsledky, informace o průběhu i dalších detailech soutěže jsou veřejné. Všichni účastníci soutěže za každý přihlášený vzorek neplatí žádné registrační a manipulační poplatky. Každá láhev musí být soutěžícím označena podle platného zákona, včetně uvedení ročníku sklizně hroznů a čísla šarže.

## Hodnocení vín
Hodnocení probíhá ve dvou kolech. V prvním kole hodnotí téměř stovka odborných degustátorů. O titul Vinař roku se utkají vždy kolekce pěti vín jednotlivých producentů, která získají nejlepší průměrné hodnocení ze všech přihlášených vín tohoto producenta, a zároveň splní podmínky stanovené statutem. Osm nejlepších kolekcí je pak nominováno na titul Vinař roku. O konečném pořadí těchto osmi finálových kolekcí pak rozhodne zasedání klubu degustátorů, ve kterém zasedají české a zahraniční sommelierské hvězdy a také držitelé titulu Master of Wine. Všechna detailní data z hodnocení jsou pak k dispozici na oficiálních stránkách. Soutěž je uznaná Ministerstvem zemědělství ČR a splňuje evropské standardy oceňování a hodnocení vín. Vinaři, kteří v soutěži zvítězí, mají právo na lahve vítězných vín umisťovat zlatou, stříbrnou a bronzovou medaili.

## Vinař roku 2009
Vítězem 7. ročníku soutěže se stal Josef Valihrach z Krumvíře. Do Vinaře roku 2009 přihlásili čeští vinaři 521 vín, což je o 240 více než v roce 2008. Vítězná kolekce vín z Krumvíře obsahovala Modrý Portugal a Tramín Červený z roku 2005, Cabernet Franc ročník 2006, Neuburské 2007 a Cabernet Sauvignon 2008.

## Vinař roku 2010
Vítězem 8. ročníku soutěže se stal Josef Valihrach z Krumvíře. Stal se tak prvním vinařem v historii soutěže, který obhájil svůj titul. Do Vinaře roku 2010 přihlásili vinaři na 500 vín. Vítězná kolekce vín z Krumvíře obsahovala Cuvée CS + Merlot + CF 2006, Chardonnay 2007, Cuvée Rulandské bíle + Sg 2008, Rulandské šedé 2008 a Pálava 2008. Na druhém místě se umístil vinař Petr Skoupil z Velkých Bílovic, třetí příčku obsadilo Vinařství Metroflora z Milotic.

## Vinař roku 2011
Vítězem 9. ročníku soutěže se stal Miroslav Volařík z Mikulova. Do Vinaře roku 2011 přihlásili vinaři rekordních 528 vín. Vítězná kolekce vín od pana Volaříka obsahovala pouze ročníky 2010, a to Ryzlink vlašský pozdní sběr, Ryzlink rýnský výběr z hroznů, Rulandské bílé výběr z hroznů a Ryzlink vlašský ledový. Na druhém místě se umístil vinař Pavel Kosík z Tvrdonic, třetí příčku obsadilo Vinařství Vinselekt Michlovský z Rakvic.

## Přehled vítězů Vinaře roku
| ročník | rok  | vinařství                   |
| ------ | ---- | --------------------------- |
| 1.     | 2003 |                             |
| 2.     | 2004 |                             |
| 3.     | 2005 |                             |
| 4.     | 2006 |                             |
| 5.     | 2007 | Čebav, s.r.o.               |
| 6.     | 2008 | Skoupil Petr                |
| 7.     | 2009 | Valihrach Vinařství Krumvíř |
| 8.     | 2010 | Valihrach Vinařství         |
| 9.     | 2011 | Vinařství Volařík           |
| 10.    | 2012 | Vinařství Znovín Znojmo     |
| 11.    | 2013 | Vinařství Valihrach         |
| 12.    | 2014 | Miroslav Volařík Mikulov    |
| 13.    | 2015 | Mikrosvín Mikulov           |
| 14.    | 2016 | Zámecké vinařství Bzenec    |
| 15.    | 2017 | Vinařství Spielberg         |
| 16.    | 2018 | Miroslav Volařík Mikulov    |